# 黄跃进
黄跃进（1958年3月—），湖南平江人。汉族。国防大学联合战役学专业研究生学历。军事学硕士，少将军衔。

## 生平
1976年12月入伍，1978年9月加入中国共产党。长期在广州军区服役，曾担任第41集团军军务处长、军炮兵指挥部主任、军副参谋长等职，后任广州军区某师师长。2003年，被选调至国防大学任教。2007年，任第41集团军副政委。2009年，任第41集团军副军长。2011年，挂职成都军区任空军副参谋长。2012年7月，接替到龄退役的张永大，任湖南省军区司令员。2015年2月，任中共湖南省委常委。2016年11月，不再担任中共湖南省委常委。
2009年，晋升中国人民解放军少将军衔。
2013年，当选第十二届全国人民代表大会解放军代表。